# Centris derasa
Centris rasée
Espèce
Centris derasa, la Centris rasée, est une espèce d'abeilles solitaires du genre Centris. Cette espèce nidifie au sein des nids de termites arboricoles dans les forêts primaires d'Amérique latine.

## Description
L'espèce partage avec le genre Centris des mandibules quadridentées coté interne ; ornementation des mandibules qui diffère largement de celles des Abeilles charpentières. Elle partage également des ocelles presque en triangle, une seule épine aux pattes intermédiares et deux aux pattes postérieures, des crochets bifides aux tarses et des palpes maxillaires composés de quatre articles.
En 1841, Lepeletier décrit Centris derasa à partir d'une femelle entreposée au Musée du général Dejean à Cayenne en Guyane française. 
L'ensemble du corps de l'abeille est noir. Les poils de la tête et du corselet ainsi que ceux des deux pattes antérieures sont ferrugineux. Le dos du corselet porte une zone presque carrée nue et une autre zone semblable sur l'écusson que ce manque de poils fait paraître échancré postérieurement. Ces particularités donnent son épithète à l'espèce, du latin derasa, « rasée ». Les poils de l'abdomen sont noirs, si ce n'est une bande de poils gris cendrés sur le milieu des deuxième et troisième segments. Une autre bande semblable mais plus large orne le troisième segment. Les poils des quatre pattes postérieures sont noirs. Les ailes noires, presque sans transparence, présentent un reflet violet.

## Éthologie
Centris derasa nidifie dans des termitières arboricoles de l'espèce Microcerotermes arboreus. Il s'agit d'un cas de termitophilie. Il semble que le coût lié à la destruction de ses cellules par les termites soit relativement important, par rapport à des espèces ayant un comportement similaire, telle que Megachile pluto.
Sur les 730 nids de termites examinés lors de l'étude de Bennett en 1964 dans les Antilles britanniques, 338 contenaient des cellules de C. derasa ; le plus gros contenant 150 cellules, avait un âge estimé de 5 ans. Le nid est construit à partir de poussières de bois de la termitière et les cellules sont recouvertes à l'intérieur d'une couche noirâtre de 0,2 mm d'épaisseur composé de cire et de poussière de bois. La quasi-totalité de ces cellules est vide et envahie de termites, seules quelques-unes sont viables et contiennent des larves ou des femelles. La partie récente est constituée d'un tunnel long de 10 à 15 cm, d'où sont disposées de 2 à 5 cellules, jamais plus. Et de nouveaux nids se juxtaposent parfois, chacun ayant un trou d'entrée différencié. Les cellules mesurent de 22 à 24 mm de long pour un diamètre de 15 mm. La jeune larve, une fois sortie de son œuf, se nourrissant du pain d'abeille déposé par sa mère et se nymphosant dans la cellule pour n'en sortir qu'une fois adulte.
La Centris rasée butine, entre autres fleurs, celles de Senna multijuga.

## Distribution
Centris derasa est une espèce néotropicale présente a minima en Guyane française, dans les Antilles britanniques et dans la région de Rio de Janeiro au Brésil.